# Malásia nos Jogos Olímpicos de Verão de 2024
Malásia participou dos Jogos Olímpicos de Verão de 2024, realizados em Paris, na França. Foi a 17.ª aparição do país nos Jogos Olímpicos desde a estreia em Melbourne 1956 (como Malaia), sendo representado por 26 atletas que competiram em dez esportes.
Conquistou duas medalhas de bronze, ambas no badminton, com Lee Zii Jia nas simples masculinas e com Aaron Chia e Soh Wooi Yik nas duplas também para homens.

## Medalhas
| Atleta                  | Esporte   | Evento            | Medalha |
| ----------------------- | --------- | ----------------- | ------- |
| Aaron Chia Soh Wooi Yik | Badminton | Duplas masculinas | Bronze  |
| Lee Zii Jia             | Badminton | Simples masculino | Bronze  |

## Competidores
Esta foi a participação por modalidade nesta edição:
| Esporte            | Masculino | Feminino | Total |
| ------------------ | --------- | -------- | ----- |
| Atletismo          | 1         | 0        | 1     |
| Badminton          | 4         | 4        | 8     |
| Ciclismo           | 2         | 2        | 4     |
| Golfe              | 1         | 1        | 2     |
| Halterofilismo     | 1         | 0        | 1     |
| Natação            | 1         | 1        | 2     |
| Saltos ornamentais | 1         | 1        | 2     |
| Tiro               | 1         | 0        | 1     |
| Tiro com arco      | 0         | 3        | 3     |
| Vela               | 1         | 1        | 2     |
| Total              | 13        | 13       | 26    |

## Desempenho

### Atletismo
- Q = Qualificado para a próxima fase
- q = Qualificado para a próxima fase como o perdedor mais rápido ou, em eventos de campo, pela posição sem atingir o alvo para qualificação
- N/A = Fase não aplicável para o evento
- Bye = Atleta não precisou disputar aquela fase

Masculino
Eventos de pista
| Atleta           | Evento | Preliminar | Preliminar | Baterias | Baterias | Semifinal   | Semifinal   | Final       | Final       | Ref.  |
| Atleta           | Evento | Tempo      | Pos.       | Tempo    | Pos.     | Tempo       | Pos.        | Tempo       | Pos.        | Ref.  |
| ---------------- | ------ | ---------- | ---------- | -------- | -------- | ----------- | ----------- | ----------- | ----------- | ----- |
| Muhd Azeem Fahmi | 100 m  | 10.42      | 2 Q        | 10.45    | 9        | Não avançou | Não avançou | Não avançou | Não avançou | [ 5 ] |

### Badminton
Masculino
| Atleta                  | Evento  | Fase de grupos             | Fase de grupos              | Fase de grupos             | Fase de grupos | Oitavas              | Quartas                           | Semifinal                  | Final / DB                       | Final / DB        | Ref.  |
| Atleta                  | Evento  | Adversário Resultado       | Adversário Resultado        | Adversário Resultado       | Pos.           | Adversário Resultado | Adversário Resultado              | Adversário Resultado       | Adversário Resultado             | Pos.              | Ref.  |
| ----------------------- | ------- | -------------------------- | --------------------------- | -------------------------- | -------------- | -------------------- | --------------------------------- | -------------------------- | -------------------------------- | ----------------- | ----- |
| Lee Zii Jia             | Simples | SRI V Nettasinghe V 2–0    | ESP P Abián V 2–0           | —                          | 1 Q            | FRA T Popov V 2–0    | DEN A Antonsen V 2–0              | THA K Vitidsarn D 0–2      | IND L Sen V 2–1                  | Medalha de bronze | [ 6 ] |
| Aaron Chia Soh Wooi Yik | Duplas  | GBR B Lane / S Vendy V 2–1 | CAN A Dong / N Yakura V 2–0 | CHN Liang W / Wang C D 0–2 | 2 Q            | —                    | IND S Rankireddy / C Shetty V 2–1 | CHN Liang W / Wang C D 1–2 | DEN K Astrup / A Rasmussen V 2–1 | Medalha de bronze | [ 7 ] |

Feminino
| Atleta                          | Evento  | Fase de grupos           | Fase de grupos                     | Fase de grupos                    | Fase de grupos | Oitavas              | Quartas                      | Semifinal                | Final / DB                      | Final / DB  | Ref.         |
| Atleta                          | Evento  | Adversário Resultado     | Adversário Resultado               | Adversário Resultado              | Pos.           | Adversário Resultado | Adversário Resultado         | Adversário Resultado     | Adversário Resultado            | Pos.        | Ref.         |
| ------------------------------- | ------- | ------------------------ | ---------------------------------- | --------------------------------- | -------------- | -------------------- | ---------------------------- | ------------------------ | ------------------------------- | ----------- | ------------ |
| Goh Jin Wei                     | Simples | RSA J Scholtz V 2–0      | KOR Kim G-e D 1–2                  | —                                 | 2              | Não avançou          | Não avançou                  | Não avançou              | Não avançou                     | Não avançou | [ 8 ]        |
| Pearly Tan Thinaah Muralitharan | Duplas  | CHN Chen Q / Jia Y D 0–2 | JPN M Matsumoto / W Nagahara V 2–1 | INA A Rahayu / S Ramadhanti V 2–0 | 2 Q            | —                    | KOR Kim S-y / Kong H-y V 2–0 | CHN Chen Q / Jia Y D 1–2 | JPN N Matsuyama / C Shida D 0–2 | 4           | [ 9 ] [ 10 ] |

Misto
| Atleta                   | Evento | Fase de grupos          | Fase de grupos           | Fase de grupos             | Fase de grupos | Oitavas              | Quartas                       | Semifinal            | Final / DB           | Final / DB  | Ref.          |
| Atleta                   | Evento | Adversário Resultado    | Adversário Resultado     | Adversário Resultado       | Pos.           | Adversário Resultado | Adversário Resultado          | Adversário Resultado | Adversário Resultado | Pos.        | Ref.          |
| ------------------------ | ------ | ----------------------- | ------------------------ | -------------------------- | -------------- | -------------------- | ----------------------------- | -------------------- | -------------------- | ----------- | ------------- |
| Chen Tang Jie Toh Ee Wei | Duplas | SGP T Hee / J Tan V 2–0 | USA V Chiu / J Gai V 2–0 | CHN Feng Y / Huang D V 2–1 | 1 Q            | —                    | KOR Kim W-h / Jeong N-e D 0–2 | Não avançou          | Não avançou          | Não avançou | [ 11 ] [ 12 ] |

### Ciclismo

#### Estrada
Feminino
| Atleta                   | Evento             | Tempo | Pos. | Ref.   |
| ------------------------ | ------------------ | ----- | ---- | ------ |
| Nur Aisyah Mohamad Zubir | Corrida em estrada | DNF   | DNF  | [ 13 ] |

#### Pista
Velocidade
| Atleta                       | Evento    | Qualificação     | Qualificação | Rodada 1                       | Repescagem 1                             | Rodada 2                      | Repescagem 2                | Oitavas                        | Repescagem 3                               | Quartas                     | Semifinal                   | Final / DB                  | Final / DB  | Ref.   |
| Atleta                       | Evento    | Tempo Vel (km/h) | Pos.         | Adversário Tempo Vel (km/h)    | Adversário Tempo Vel (km/h)              | Adversário Tempo Vel (km/h)   | Adversário Tempo Vel (km/h) | Adversário Tempo Vel (km/h)    | Adversário Tempo Vel (km/h)                | Adversário Tempo Vel (km/h) | Adversário Tempo Vel (km/h) | Adversário Tempo Vel (km/h) | Pos.        | Ref.   |
| ---------------------------- | --------- | ---------------- | ------------ | ------------------------------ | ---------------------------------------- | ----------------------------- | --------------------------- | ------------------------------ | ------------------------------------------ | --------------------------- | --------------------------- | --------------------------- | ----------- | ------ |
| Azizulhasni Awang            | Masculino | 9.402 76.579     | 10 Q         | GER L Spiegel V 9.885 72.838   | Bye                                      | GBR H Turnbull V 9.866 72.978 | Bye                         | NED J Hoogland D +0.037 73.680 | POL M Rudyk ISR M Iakovlev D +0.190 72.246 | Não avançou                 | Não avançou                 | Não avançou                 | Não avançou | [ 14 ] |
| Muhammad Shah Firdaus Sahrom | Masculino | 9.635 74.728     | 22 Q         | ISR M Iakovlev D +0.569 73.627 | LTU V Lendel NZL S Dakin D +0.043 73.290 | Não avançou                   | Não avançou                 | Não avançou                    | Não avançou                                | Não avançou                 | Não avançou                 | Não avançou                 | Não avançou | [ 15 ] |
| Nurul Izzah Izzati Mohd Asri | Feminino  | 10.709 67.233    | 21 Q         | GBR S Capewell D +0.081 66.140 | JPN R Ohta CAN L Genest D +0.054 65.538  | Não avançou                   | Não avançou                 | Não avançou                    | Não avançou                                | Não avançou                 | Não avançou                 | Não avançou                 | Não avançou | [ 16 ] |

Keirin
| Atleta                       | Evento    | Rodada 1 | Repescagem  | Quartas     | Semifinal   | Final       | Ref.   |
| Atleta                       | Evento    | Pos.     | Pos.        | Pos.        | Pos.        | Pos.        | Ref.   |
| ---------------------------- | --------- | -------- | ----------- | ----------- | ----------- | ----------- | ------ |
| Azizulhasni Awang            | Masculino | DSQ      | Não avançou | Não avançou | Não avançou | Não avançou | [ 14 ] |
| Muhammad Shah Firdaus Sahrom | Masculino | REL      | 1 Q         | 3 Q         | 3 Q         | REL         | [ 15 ] |
| Nurul Izzah Izzati Mohd Asri | Feminino  | 4        | 3           | Não avançou | Não avançou | Não avançou | [ 16 ] |

### Golfe
Masculino
| Atleta      | Evento     | Rodada 1 | Rodada 2 | Rodada 3 | Rodada 4 | Total | Total | Total | Ref.   |
| Atleta      | Evento     | Total    | Total    | Total    | Total    | Total | Par   | Pos.  | Ref.   |
| ----------- | ---------- | -------- | -------- | -------- | -------- | ----- | ----- | ----- | ------ |
| Gavin Green | Individual | 74       | 69       | 69       | 69       | 281   | −3    | =33   | [ 17 ] |

Feminino
| Atleta     | Evento     | Rodada 1 | Rodada 2 | Rodada 3 | Rodada 4 | Total | Total | Total | Ref.   |
| Atleta     | Evento     | Total    | Total    | Total    | Total    | Total | Par   | Pos.  | Ref.   |
| ---------- | ---------- | -------- | -------- | -------- | -------- | ----- | ----- | ----- | ------ |
| Ashley Lau | Individual | 72       | 77       | 79       | 78       | 306   | +18   | =55   | [ 18 ] |

### Halterofilismo
Masculino
| Atleta      | Evento    | Arranco | Arranco | Arremesso | Arremesso | Total | Pos. | Ref.   |
| Atleta      | Evento    | Result. | Pos.    | Result.   | Pos.      | Total | Pos. | Ref.   |
| ----------- | --------- | ------- | ------- | --------- | --------- | ----- | ---- | ------ |
| Aniq Kasdan | Até 61 kg | 130     | 4       | 167       | 3         | 297   | 4    | [ 19 ] |

### Natação
Masculino
| Atleta         | Evento      | Eliminatórias | Eliminatórias | Semifinal | Semifinal | Final       | Final       | Ref.   |
| Atleta         | Evento      | Tempo         | Pos.          | Tempo     | Pos.      | Tempo       | Pos.        | Ref.   |
| -------------- | ----------- | ------------- | ------------- | --------- | --------- | ----------- | ----------- | ------ |
| Khiew Hoe Yean | 400 m livre | 3:51.66       | 27            | —         | —         | Não avançou | Não avançou | [ 20 ] |

Feminino
| Atleta     | Evento      | Eliminatórias | Eliminatórias | Semifinal   | Semifinal   | Final       | Final       | Ref.   |
| Atleta     | Evento      | Tempo         | Pos.          | Tempo       | Pos.        | Tempo       | Pos.        | Ref.   |
| ---------- | ----------- | ------------- | ------------- | ----------- | ----------- | ----------- | ----------- | ------ |
| Tan Rouxin | 100 m peito | 1:12.50       | 33            | Não avançou | Não avançou | Não avançou | Não avançou | [ 21 ] |

### Saltos ornamentais
Masculino
| Atleta                 | Evento          | Preliminar | Preliminar | Semifinal   | Semifinal   | Final       | Final       | Ref.   |
| Atleta                 | Evento          | Pontos     | Pos.       | Pontos      | Pos.        | Pontos      | Pos.        | Ref.   |
| ---------------------- | --------------- | ---------- | ---------- | ----------- | ----------- | ----------- | ----------- | ------ |
| Bertrand Rhodict Lises | Plataforma 10 m | 313.70     | 25         | Não avançou | Não avançou | Não avançou | Não avançou | [ 22 ] |

Feminino
| Atleta             | Evento        | Preliminar | Preliminar | Semifinal | Semifinal | Final  | Final | Ref.   |
| Atleta             | Evento        | Pontos     | Pos.       | Pontos    | Pos.      | Pontos | Pos.  | Ref.   |
| ------------------ | ------------- | ---------- | ---------- | --------- | --------- | ------ | ----- | ------ |
| Nur Dhabitah Sabri | Trampolim 3 m | 283.65     | 12 Q       | 286.95    | 8 Q       | 244.80 | 12    | [ 23 ] |

### Tiro
Masculino
| Atleta         | Evento             | Qualificação | Qualificação | Final       | Final       | Ref.   |
| Atleta         | Evento             | Marca        | Pos.         | Marca       | Pos.        | Ref.   |
| -------------- | ------------------ | ------------ | ------------ | ----------- | ----------- | ------ |
| Johnathan Wong | Pistola de ar 10 m | 570          | 26           | Não avançou | Não avançou | [ 24 ] |

### Tiro com arco
Feminino
| Atleta                                      | Evento     | Ranqueamento | Ranqueamento | Fase de 64             | Fase de 32           | Oitavas              | Quartas              | Semifinal            | Final / DB           | Final / DB  | Ref.          |
| Atleta                                      | Evento     | Total        | Pos.         | Adversário Resultado   | Adversário Resultado | Adversário Resultado | Adversário Resultado | Adversário Resultado | Adversário Resultado | Pos.        | Ref.          |
| ------------------------------------------- | ---------- | ------------ | ------------ | ---------------------- | -------------------- | -------------------- | -------------------- | -------------------- | -------------------- | ----------- | ------------- |
| Ariana Zairi                                | Individual | 633          | 50           | ITA C Rebagliati D 5–6 | Não avançou          | Não avançou          | Não avançou          | Não avançou          | Não avançou          | Não avançou | [ 25 ] [ 26 ] |
| Nurul Fazil                                 | Individual | 622          | 60           | TUR E Gökkır D 0–6     | Não avançou          | Não avançou          | Não avançou          | Não avançou          | Não avançou          | Não avançou | [ 27 ]        |
| Syaqiera Mashayikh                          | Individual | 663          | 14           | MDA A Mîrca V 6–0      | BRA A Caetano D 5–6  | Não avançou          | Não avançou          | Não avançou          | Não avançou          | Não avançou | [ 25 ] [ 26 ] |
| Ariana Zairi Nurul Fazil Syaqiera Mashayikh | Equipes    | 1918         | 10           | —                      | —                    | INA Indonésia D 3–5  | Não avançou          | Não avançou          | Não avançou          | Não avançou | [ 27 ]        |

### Vela
Eventos com regata da medalha
| Atleta                 | Evento       | Regatas | Regatas | Regatas | Regatas | Regatas | Regatas | Regatas | Regatas | Regatas | Regatas | Regatas | Regatas | Regatas | Regatas | Regatas | Regatas | Pontos | Pos. | Ref.   |
| Atleta                 | Evento       | 1       | 2       | 3       | 4       | 5       | 6       | 7       | 8       | 9       | 10      | 11      | 12      | 13      | 14      | 15      | M*      | Pontos | Pos. | Ref.   |
| ---------------------- | ------------ | ------- | ------- | ------- | ------- | ------- | ------- | ------- | ------- | ------- | ------- | ------- | ------- | ------- | ------- | ------- | ------- | ------ | ---- | ------ |
| Khairulnizam Afendy    | Laser        | 32      | 15      | 22      | 21      | 30      | 26      | 22      | 34      | —       | —       | —       | —       | —       | —       | —       | EL      | 168    | 32   | [ 28 ] |
| Nur Shazrin Mohd Latif | Laser Radial | 19      | 38      | 23      | 29      | 20      | 32      | 29      | 29      | 32      | —       | —       | —       | —       | —       | —       | EL      | 215    | 35   | [ 29 ] |